# Superhot
Superhot (cách điệu SUPERHOT) là một trò chơi điện tử bắn súng góc nhìn thứ nhất (FPS) độc lập được phát triển và xuất bản bởi Superhot Team. Mặc dù trò chơi tuân theo cơ chế chơi game bắn súng góc nhìn thứ nhất truyền thống với việc người chơi cố gắng tiêu diệt mục tiêu bằng súng và vũ khí khác, thời gian trong trò chơi chỉ diễn ra ở tốc độ bình thường khi người chơi di chuyển; điều này cho phép người chơi đánh giá tình hình trong chuyển động chậm (slow motion) và phản ứng một cách thích hợp, điều này làm cho gameplay có sự tương đồng với trò chơi điện tử chiến lược. Trò chơi có đồ họa theo phong cách tối giản với kẻ địch có màu đỏ và vũ khí có màu đen, trái ngược lại với cảnh vật xung quanh có màu trắng và xám.
Trò chơi có nguồn gốc là một mục trong Thử thách FPS 7 ngày (7 Day FPS Challengen) vào năm 2013 mà Superhot Team đã mở rộng thành một cuộc trình diễn dựa trên trình duyệt vào tháng 9 năm đó. Sự chú ý rộng rãi từ cuộc trình diễn đã thúc đẩy nhóm phát triển một phiên bản đầy đủ của trò chơi, sử dụng Kickstarter để đảm bảo kinh phí để hoàn thành. Superhot được phát hành cho Microsoft Windows, OS X và Linux vào tháng 2, 2016. Các phiên bản dành cho Xbox One, PlayStation 4, và Nintendo Switch được phát hành lần lượt vào tháng 5 năm 2016, tháng 7 năm 2017 và tháng 8 năm 2019. Một phiên bản của trò chơi đã được xây dựng lại để hỗ trợ tốt hơn trên thực tế ảo, Superhot VR được phát hành cho các "thiết bị tai nghe" (headset devices) Oculus Rift, HTC Vive và PlayStation VR. Một bản mở rộng độc lập, Superhot: Mind Control Delete sử dụng các yếu tố roguelike như procedural generation và permadeath, có sẵn thông qua truy cập sớm vào tháng 12, 2017 và đã được phát hành chính thức vào ngày 16 tháng 7, 2020.
Trò chơi đã được đón nhận tích cực, các nhà phê bình coi tựa game này là một sự đổi mới về thể loại bắn súng góc nhìn thứ nhất.

## Lối chơi

Trong Superhot, thời gian trôi chậm hơn khi người chơi đứng im. Trò chơi diễn ra nhanh hơn khi họ nhìn xung quanh, di chuyển hoặc bắn. Trò chơi sử dụng một tông màu hạn chế - trắng, đen và đỏ - để hỗ trợ người chơi tập trung vào các yếu tố chính.

Superhot đặt người chơi vào một môi trường tối giản, tiêu diệt những kẻ địch đang cố gắng giết họ. Vũ khí mà người chơi nhặt được bị giới hạn về số lượng đạn và dễ bị hỏng, điều này khiến người chơi phải dựa vào việc đánh bại kẻ thù để lấy được vũ khí mới hoặc giết kẻ địch bằng cận chiến. Việc nhận một phát đạn duy nhất từ kẻ địch sẽ khiến người chơi chết, cấp độ sẽ bắt đầu lại. Mặc dù trò chơi có cơ chế điển hình như các tựa game bắn súng khác, thời gian chỉ trôi qua bình thường khi người chơi chuyển động hoặc bắn súng, nếu không thời gian sẽ trôi chậm lại; điều này được mô tả trong khẩu hiệu của trò chơi: "Thời Gian Chuyển Động Chỉ Khi Bạn Chuyển Động" (Time Moves Only When You Move). Điều này giúp người chơi có cơ hội thay đổi các hành động của họ để tránh đường đạn hoặc đánh giá tình hình hiện tại của họ tốt hơn.
Ban đầu đây là trò chơi trình duyệt nguyên mẫu có ba cấp độ. Khi mở rộng toàn bộ trò chơi, Superhot Team đã tạo nên chế độ chiến dịch (campaign mode) trên khoảng 31 cấp độ, tổng số màn chơi ước tính dài bằng Portal. Phiên bản đầy đủ của trò chơi có thêm các vũ khí bổ sung bao gồm thuốc nổ, vũ khí cận chiến và vũ khí ứng biến như bóng bida có thể ném về phía kẻ thù, đồng thời còn có các đối thủ máy tính có nhận thức tương tự như người chơi và có thể né tránh đạn của người chơi. Một thay đổi đáng kể so với nguyên mẫu trước đó là người chơi không tự động nhặt vũ khí khi họ đi qua nó mà họ phải thực hiện một hành đông cụ thể để làm như vậy, điều này cho phép người chơi lựa chọn và sử dụng vũ khí một cách có chọn lọc hoặc có thể lấy vũ khí khi chúng rơi ra từ tay đối thủ. Trò chơi cho phép người chơi nhảy và khi còn giữ nút nhảy, người chơi sẽ làm thời gian trôi chậm lại và có thêm thời gian lập kế hoạch để hành động và còn có thể bắn súng khi đang ở trên không.
Trong màn chơi cuối của chế độ chiến dịch, người chơi có thể "hotswitch" (chuyển đổi nóng) với cơ thể của kẻ địch. Sự cơ động này cho phép người chơi thoát khỏi tình huống "không thể tránh khỏi", nhưng có thời gian hồi chiêu để tránh người chơi sử dụng lặp lại và cơ thể mới cũng làm mất vũ khí đang sở hữu khi chuyển đổi.
Ngoài chế độ chiến dịch, phiên bản phát hành đầy đủ của Superhot có bao gồm chế độ "endless" (vô tận), nơi người chơi sống sót miễn là họ có thể chống lại vô số kẻ thù. Chế độ "challenge" ̣̣(thử thách) cho phép người chơi chơi lại các màn trong chế độ chiến dịch nhưng có kèm theo các hạn chế hoặc yêu cầu cụ thể, chẳng hạn như hoàn thành cấp độ trong một khoảng thời gian giới hạn hoặc chỉ sử dụng một loại vũ khí nhất định. Màn chơi cuối cùng có bao gồm trình chỉnh sửa phát lại cho phép người chơi sử dụng các clip để chia sẻ trên các trang mạng xã hội.

### Superhot VR
Một bộ các cấp độ mới đã được phát triển dành cho phiên bản thực tế ảo của trò chơi. Hình đại diện của người chơi phản ứng với chuyển động của cơ thể, đầu và tay; để phù hợp với khái niệm "thời gian chỉ chuyển động khi bạn chuyển động", thời gian trong trò chơi chỉ trôi qua khi người chơi thực hiện hành động có chủ ý với cơ thể của họ; quay đầu để đánh giá tình hình hay co giật nhẹ cơ thể sẽ không làm thời gian tiến triển. Hình đại diện của người chơi chỉ có thể di chuyển trong một vùng không gian nhỏ tại vị trí bắt đầu của mỗi cấp độ (ánh xạ tới cách người chơi di chuyển xung quanh họ); sau khi hoàn thành một đợt kẻ thù nhỏ, người chơi sẽ nắm lấy một vật thể ảo để di chuyển tới vị trí mới trong cùng một cấp độ. Sau khi hoàn thành chế độ chiến dịch, người chơi sẽ mở khóa được chế độ vô tận tương tự như trò chơi gốc.

### Superhot: Mind Control Delete
Một bản mở rộng độc lập không yêu cầu trò chơi chính, Superhot: Mind Control Delete sử dụng cơ chế roguelike. Các màn chơi và thử thách được tạo ra theo procedural generation. Bản mở rộng yêu cầu người chơi chọn một trong số các Core (lõi) mà mỗi Core có những khả năng riêng biệt, mở khóa những khả năng này dựa trên tiến trình trong trò chơi và khi hoàn thành các cấp độ, người chơi sẽ nhận được sức mạnh cho phép họ đối mặt với những thử thách khó khăn hơn. Superhot: Mind Control Delete được phát hành dưới dạng truy cập sớm vào tháng 12 năm 2017. Trò chơi được phát hành vào 16 tháng 7, 2020. Những người chơi sở hữu Superhot trước khi Mind Control Delete ra mắt sẽ được tặng một bản miễn phí vào ngày phát hành.

### Superhot JP
Một tựa Superhot theo chủ đề Nhật Bản, Superhot JP, đang được phát triển bởi GameTomo với sự hỗ trợ của các nhà phát triển Superhot. Ban đầu trò chơi được lên kế hoạch phát hành tiếng Nhật cho PlayStation 4 và Windows nhưng một số khu vực và nền tảng khác cũng có thể tải về.

## Đón nhận
Bản phát hành trên trang web đã trở nên phổ biến và thu hút sự chú ý của mọi người đến trò chơi và góp phần thành công cho việc kêu gọi vốn trên Kickstarter. Trò chơi được so sánh với các tác phẩm cùng thể loại như bản nhượng quyền phim The Matrix và dòng trò chơi điện tử Max Payne, môi trường của trò chơi được Philippa Warr của Wired UK miêu tả là giống như việc chơi "thông qua phần mở đầu của bộ phim Mad Man của Quentin Tarantino". Cơ chế "thời gian chuyển động chỉ khi bạn chuyển động", theo mô tả của những người tạo ra nó, được gọi là "Braid của những trò chơi bắn súng góc nhìn thứ nhất", trong đó cơ chế thời gian khiến cho nó giống một trò chơi chiến lược hơn là một tựa game bắn súng.
Khi phát hành đầy đủ, Superhot nhận được các đánh giá "khá tích cực" theo trang tổng hợp đánh giá Metacritic. Kyle Orland của Ars Technica tin rằng trò chơi có "thời gian chơi ngắn nhưng hấp dẫn" cho chế độ chiến dịch và những thời gian chơi bổ sung có sẵn thông qua các thử thách và chế độ chơi vô tận đã giữ cho trò chơi trở nên thú vị. Christian Donlan của Eurogamer nhận định rằng cả lối chơi và câu chuyện xung quanh của nó đã phối hợp ăn ý với nhau để tạo thành "một tác phẩm bạo lực hiếm hoi được chọn lọc một cách quyến rũ dám kích động những suy nghĩ khó hiểu" (nguyên văn: that rare piece of charmingly curated violence that dares to provoke difficult thought).  Chris Plante của The Verge nhận thấy rằng mặc dù cốt chuyện có thể chấp nhận được, các lựa chọn về lối chơi và thiết kế đã khiến tựa game này không còn là một game bắn súng góc nhìn thứ nhất đơn giản, chẳng hạn như việc các vệt đỏ để hiển thị đường đi của viên đạn cho phép người chơi xác định nơi bắn chúng, điều này khiến Superhot trở thành "một thứ gì đó hoàn toàn nguyên bản trong một thể loại đã mất đi tính nguyên bản". Christopher Byrd của Washington Post gọi trò chơi là một "game bắn súng nghệ thuật, có hồn", sử dụng sự siêu hư cấu (metafiction) để "[phô trương] sự hiểu biết của mình về bài luận xoay quanh trò chơi điện tử".
Superhot lọt vào danh sách đề cử danh dự của Nuovo Award cho Independent Games Festival Awards 2014, trong khi đó bản phát hành đầy đủ được đề cử cho Seumus McNally Grand Prize 2016 và giải thưởng Excellence in Design (Thiết kế Xuất sắc). Superhot được đề cử cho Trending Game of the Year (Trò chơi Thịnh hành của năm), Most Promising Intellectual Property (Sở hữu trí tuệ có triển vọng nhất) và Most Fulfilling Community-Funded Game of the Year (Trò chơi được Tài trợ cộng đồng Hiệu quả nhất năm) tại SXSW Gaming Awards 2017.
Landfall Games, nhà phát triển của Clustertruck, trò chơi yêu cầu người chơi nhảy qua lại giữa các xe tải đang chuyển động, đã tạo ra thay đổi ngắn dành cho trò chơi của họ vào ngày Cá tháng Tư năm 2016, nó được gọi là Super Truck, đây là sự kết hợp giữa khái niệm trò chơi của họ với cơ chế chuyển động theo thời gian của Superhot và phong cách nghệ thuật.
Theo hãng phân tích dữ liệu Superdata, vào năm 2017, Superhot VR có doanh thu cao nhất cho máy tính cá nhân và cao thứ 3 cho thiết bị điều khiển, mang lại doanh thu lần lượt là 2,56 triệu USD và 1,06 triệu USD. Superhot VR được đề cử cho hạng mục "Best VR Game" (Trò chơi VR Xuất sắc nhất) tại Golden Joystick Awards, và "Best VR/AR Game" (Trò chơi VR/AR Xuất sắc nhất) tại The Game Awards 2017. Tại "Best of 2017 Awards" của IGN, trò chơi đã chiến thắng hạng mục "Best VR Experience" (Trải nghiệm VR hay nhất) và được đề cử cho các hạng mục "Best Shooter" (Trò chơi bắn súng hay nhất) và "Most Innovative" (Trò chơi sáng tạo nhất). Trò chơi cũng được đề cử cho hạng mục "VR Game of the Year" (Trò chơi VR của năm) tại SXSW Gaming Awards 2018 và chiến thắng hạng mục "Gamer's Voice (Virtual Reality Game)"  (Lựa chọn của game thủ (Trò chơi thực tế ảo)) tại SXSW Gaming Gamer's Voice Awards và "Best VR/AR Game" (Trò chơi VR/AR xuất sắc nhất) tại Game Developers Choice Awards thường niên lần thứ 18.
Vào tháng 4 năm 2019, Superhot Team thông báo rằng doanh số của Superhot VR đã vượt hơn 800.000 bản, vượt qua doanh số bán hàng của trò chơi gốc Superhot. Chỉ trong 2 tuần cuối của năm 2019, Superhot VR đã mang lại doanh thu hơn 2 triệu USD trên tất cả các nền tảng VR.

## Di sản
Sự thành công của Superhot đã cho phép Superhot Team thiết lập hệ thống tài trợ "Superhot Presents" dành cho các trò chơi indie nhỏ khác, tìm kiếm các tựa game kì quặc hơn để hỗ trợ tài chính. Khi được ra mắt vào tháng 8 năm 2019, quỹ Superhot Presents đã hỗ trợ series Frog Detective của Worm Club và Knuckle Sandwich của Andrew Brophy.